# In Vivo (álbum de GNR)
In Vivo é primeiro álbum ao vivo da banda de pop rock português GNR. Editado em 1990 pela EMI - Valentim de Carvalho. O álbum capta a banda em dois concertos no Coliseu dos Recreios, em Lisboa, realizados a 30 de Abril e 1 de Maio desse ano. Baseado no álbum Valsa dos Detectives, o alinhamento conta também com alguns dos principais êxitos da banda e inclui versões de "Runaway" (de Del Shannon) e "Apache" (original dos The Shadows). 
In Vivo teve uma segunda edição forçada,  por acção judicial do co-fundador e antigo guitarrista dos GNR, Vitor Rua, que não aprovou o uso de canções da sua autoria, "Portugal na CEE" e "Sê Um GNR", inseridas num medley na edição original do álbum. Como tal, foi lançada no mercado uma 2ª edição com o tema "Homens Temporariamente Sós" no lugar da "Rapsódia" (nome com que ficou conhecido o medley).  Este álbum foi galardoado com Disco de Platina. 

## Faixas

### 2LP

#### Lado A
| N.º | Título                 | Duração |  |
| 1.  | "USA"                  | 5:08    |  |
| 2.  | "Dá Fundo"             | 3:31    |  |
| 3.  | "Bellevue"             | 4:33    |  |
| 4.  | "Valsa dos Detectives" | 3:12    |  |

#### Lado B
| N.º | Título                          | Duração |  |
| 1.  | "Dunas"                         | 6:20    |  |
| 2.  | "(Um Chamado) Desejo Eléctrico" | 3:20    |  |
| 3.  | "Morte ao Sol"                  | 5:15    |  |
| 4.  | "Hardcore (1º Escalão)"         | 5:40    |  |

#### Lado C
| N.º | Título          | Duração |  |
| 1.  | "Dama ou Tigre" | 5:12    |  |
| 2.  | "Efectivamente" | 4:29    |  |
| 3.  | "Nova Gente"    | 6:11    |  |
| 4.  | "Runaway"       | 3:02    |  |

#### Lado D
| N.º | Título                                                                                         | Duração |  |
| 1.  | "Falha Humana"                                                                                 | 3:48    |  |
| 2.  | "Video Maria"                                                                                  | 6:53    |  |
| 3.  | "Rapsódia : ("Sê um GNR"; "Portugal na CEE"; "Espelho Meu"; "Twistarte"; "Piloto Automático")" | 4:18    |  |
| 4.  | "Impressões Digitais"                                                                          | 4:03    |  |

Notas:
- A faixa "Hardcore (1º Escalão)" inclui um excerto de "Apache", da autoria de Jerry Lordan. [1]
- A faixa "Runaway" é da autoria de Del Shannon. [1]
- Na 2ª Edição do álbum a faixa "Rapsódia" foi substituída pelo tema "Homens Temporariamente Sós". [2]

## Membros da banda
- Rui Reininho   (voz)  [1]
- Jorge Romão   (baixo)  [1]
- Tóli César Machado   (bateria e acordeão)  [1]
- Zézé Garcia  (guitarra)  [1]

Artista convidado
- Manuel Ribeiro   (teclas)  [1]